# Halloween II (1981)
Halloween II is een Amerikaanse horrorfilm uit 1981 onder regie van Rick Rosenthal. Het verhaal werd mede geschreven door John Carpenter, die de filmserie in 1978 begon met Halloween.
Rockmuzikant/regisseur Rob Zombie maakte een gelijknamige film als vervolg op de film Halloween (2007).

## Verhaal
Halloween II gaat direct verder in dezelfde nacht waar het eerste deel eindigde. Hoewel dokter Sam Loomis (Donald Pleasence) Michael Myers daarin met zes kogels velde en hij door een ruit naar buiten viel, is deze daarna spoorloos verdwenen.
Laurie Strode (Jamie Lee Curtis) is gewond naar het ziekenhuis van Haddonfield gebracht. Terwijl Loomis samen met sheriff Leigh Brackett (Charles Cyphers) en hulpsheriff Hunt (Hunter von Leer) de stad doorzoekt om de moordende psychopaat te vinden, gaat deze in het ziekenhuis op zoek naar Strode.
In dit tweede deel van de cyclus wordt duidelijk waarom Myers gefixeerd is op Strode. Ze blijkt zijn zusje te zijn, die geadopteerd werd door de familie Strode. Na vijftien jaar eerder zijn oudere zus Judith vermoord te hebben, wil Myers zijn 'werk' afmaken.

## Rolverdeling
| Acteur             | Personage                                      |
| ------------------ | ---------------------------------------------- |
| Jamie Lee Curtis   | Laurie Strode                                  |
| Donald Pleasence   | Dr. Sam Loomis                                 |
| Dick Warlock       | The Shape (Michael Myers)/3e veldwachter       |
| Charles Cyphers    | Sheriff Leigh Brackett                         |
| Lance Guest        | Broeder Jimmy Lloyd                            |
| Pamela Susan Shoop | Zuster Karen Bailey                            |
| Leo Rossi          | Broeder Budd Scarlotti                         |
| Gloria Gifford     | Zuster Virginia Alves                          |
| Ana Alicia         | Zuster Janet Marshall                          |
| Tawny Moyer        | Zuster Jill Franco                             |
| Hunter von Leer    | Hulpsheriff Gary Hunt                          |
| Nancy Stephens     | Zuster Marion Chambers                         |
| Cliff Emmich       | Mr. Garrett, nachtwaker Haddonfield Memorial   |
| Jeffrey Kramer     | Graham                                         |
| Anne Bruner        | Alice Martin                                   |
| Lucille Benson     | Mevr. Elrod                                    |
| Kyle Richards      | Lindsey Wallace (flashback)                    |
| Brian Andrews      | Tommy Doyle (flashback)                        |
| Dana Carvey        | WWAR-assistent                                 |
| Nancy Kyes         | Annie Brackett (lijk cameo) (als Nancy Loomis) |
| Jack Verbois       | Ben Tramer                                     |
| Adam Gunn          | Jonge Michael Myers                            |
| Nichole Drucker    | Jonge Laurie                                   |
| Pamela McMyler     | Mrs Strode, Laurie's moeder                    |

## Ontvangst
Halloween II werd uitgebracht op 30 oktober 1981 en werd door het publiek gemengd ontvangen. Op Rotten Tomatoes heeft de film een score van 31% op basis van 42 beoordelingen. Metacritic komt op een score van 40/100, gebaseerd op 11 beoordelingen. In 1982 werd een vervolgfilm uitgebracht onder de naam Halloween III: Season of the Witch.

## Trivia
- Curtis moest een pruik dragen om dezelfde haarkleur als in deel één te behouden. Ze had namelijk haar kapsel al korter geknipt.
- Carpenter wilde dit deel niet regisseren, maar werkte wel actief mee in de productie. Hij maakte onder meer enkele gewelddadige scènes die regisseur Rosenthal weigerde te maken.
- Pamela Susan Shoop kreeg een oorinfectie tijdens de bubbelbadscène. Het water zou niet schoon genoeg zijn geweest.
- Personage Ben Tramer is een referentie naar schrijver/producer Bennett Tramer. In de eerste Halloween-film wordt hij genoemd door Laurie Strode als de jongen waar ze mee op date wilt.
- De film die de bewaker in de film kijkt, is Night of the Living Dead.
- Komiek Dana Carvey (o.a. Wayne's World) maakte in Halloween II zijn filmdebuut, in een rolletje als de assistent van een journalist.
- In 1981 bracht schrijver Dennis Etchison (onder pseudoniem Jack Martin) een boekadaptatie uit.